# محمدحسین خاتون‌آبادی
میرمحمدحسین خاتون‌آبادی اصفهانی (درگذشته ۱۱۵۱ قمری) فرزند محمدصالح، شیخ‌الاسلام اصفهان در اوایل سده دوازدهم هجری بود. او فقیه، محدث، مفسر، شاعر و خوشنویس بوده است.
میرمحمدحسین فرزند میر محمدصالح بن عبدالواسع بن میر محمد صالح بن میراسماعیل بن میر عمادالدین خاتون آبادی، دخترزادهٔ علامه مجلسی بود که نزد پدر خود محمدصالح خاتون‌آبادی که شاگرد خاص میرعماد بود و نیز از جمال الدین محمد خوانساری به آموختن هنر و علوم پرداخت. او شعر می‌گفت و منشی زبردستی بود، و انواع خطوط را نیکو می‌نوشت. وی در سال ۱۱۵۱ قمری در اصفهان درگذشت و جنازه او را به مشهد منتقل نموده، در سرداب مدرسه میرزا جعفر  به خاک سپردند.
در کتاب «تاریخ اصفهان» تألیفات چندی از جمله «نجم‌الثاقب» به او نسبت داده شده در حالی که در «الذریعه» این کتاب از جمله کتب پدر وی قلمداد شده‌است.
فرزندش، میر عبدالباقی (درگذشته ۱۲۰۷ ق)، از بزرگان علمای نیمه دوم سده دوازدهم و اوایل قرن سیزدهم قمری است که در نجف مدفون گردیده است.